# Deutsche Jungvolk
Deutsches Jungvolk (DJ eller DJV), var Nationalsocialistiska tyska arbetarepartiets (NSDAP) partiorganisation för pojkar i åldern 10–13 år. DJ var den kvinnliga motsvarigheten till Jungmädelbund, partiorganisationen för flickor. Medlemskapet var obligatoriskt från 1936. Vid 14 års ålder gick pojkarna vidare till Hitlerjugend (HJ), som också var dess överordnade organisation.